# Associação das Empresas de Transporte de Salvador
O antigo Sindicato das Empresas de Transporte Público de Salvador (SETPS), e atualmente Integra (Associação das Empresas de Transporte de Salvador), devido à nova licitação promovida pela prefeitura em 2014 que provocou uma série de mudança nos serviços oferecidos, é a associação patronal que reúne as empresas concessionárias de transporte público por ônibus e suas atividades comuns associadas da cidade de Salvador, capital brasileiro do Estado da Bahia.
As concessionárias que formam o Integra são:
- Plataforma Transportes (área de atuação amarela): responsável pelas linhas de ônibus que partem da região de Região de São Caetano, Subúrbio Ferroviário e Península de Itapagipe, formada pelas empresas Praia Grande, Axé, Boa Viagem e Joevanza;

- Ótima Transportes Salvador - OT Trans (área de atuação verde): responsável pelas linhas de ônibus que partem da região do Miolo (Mussurunga a Pernambués, incluindo Cajazeiras, Pau da Lima e Jardim das Margaridas), formada pelas empresas São Cristóvão, Expresso Vitória, Modelo, RD, Transol, Triunfo, União e Vitral;

Durante a trajetória das concessionárias de Salvador, a Concessionária Salvador Norte - CSN Transportes deixou de operar em 29 de setembro de 2021 após está em uma intervenção da Prefeitura Municipal de Salvador desde 16 de junho de 2020; a Prefeitura resolveu reincidir o contrato com a Concessionária.
Após sair de circulação, a Plataforma Transportes e a Ótima Transportes Salvador - OT Trans, assumiram as suas linhas.
- Concessionária Salvador Norte - CSN Transportes (área de atuação azul): foi responsável pelas linhas de ônibus da região da Orla e Centro da cidade (Barbalho, Itapuã, e Brotas, incluindo Pituba e Liberdade), foi formada pelas empresas BTU, Central, Ondina, Verde Mar e Viação Rio Vermelho.

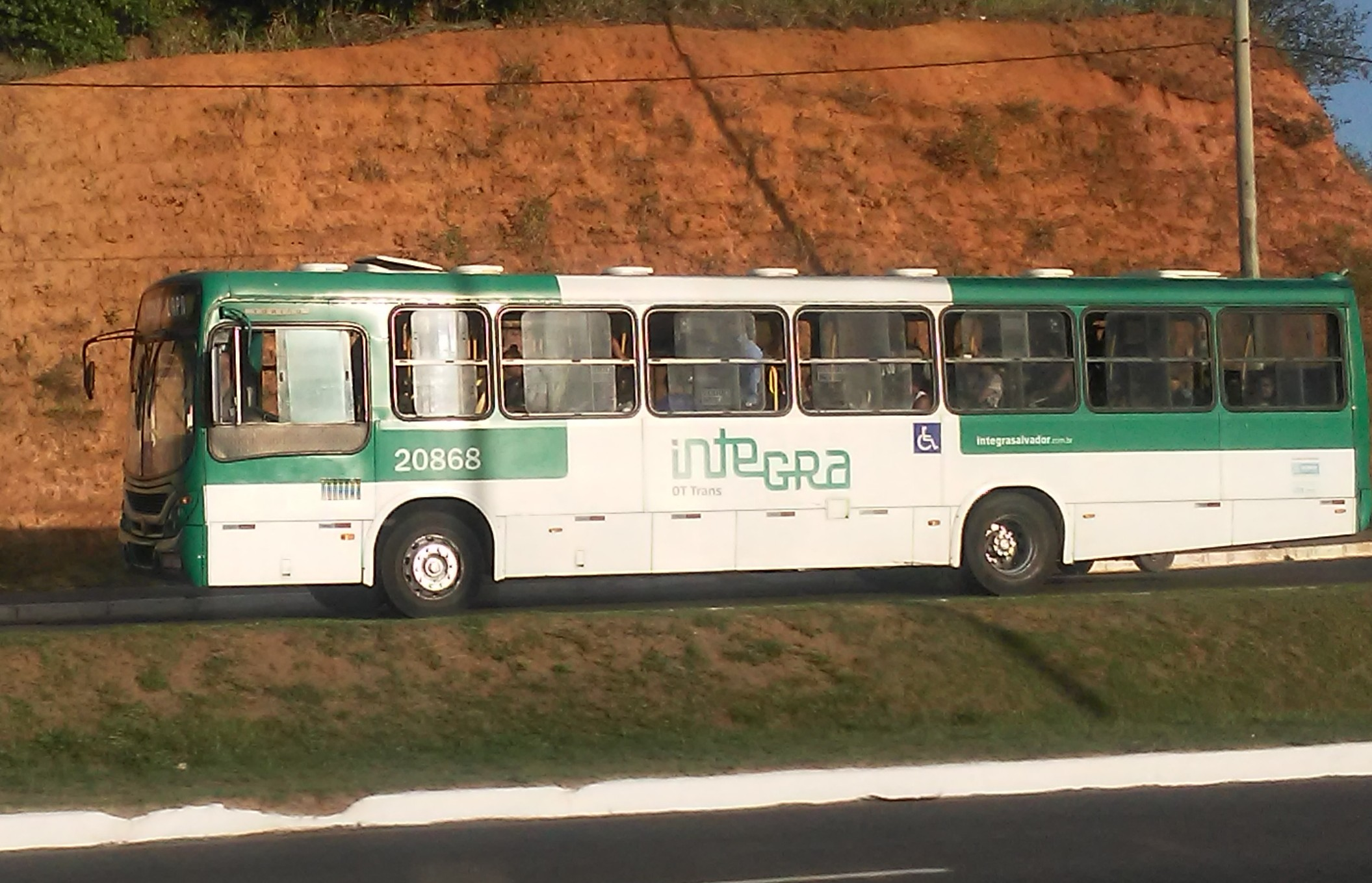
Marocopolo Torino 2007 Volkswagen 17-230 da Ótima Transportes (OT Trans) na Avenida Paralela.

As empresas de uma determinada área podem circular por outra área que não a sua, fazendo o processo de integração. 